# Henning Mankell
Henning Mankell (Stockholm, 1948. február 3. – Göteborg, 2015. október 5.) svéd színházi rendező és író. Ismertségét főként Kurt Wallanderről szóló detektívregényein keresztül érte el.

## Élete
Henning Mankell Stockholmban született, Sveg (Härjedalen tartomány) és Borås (Västergötland tartomány) városaiban nőtt föl. Apja, Ivar, bíró volt, nagyapja, idősebb Henning Mankell zeneszerző (1868 – 1930). Mankell húszévesen kezdte karrierjét, mint író és segédrendező a stockholmi Riks színházban. A következő években több színházzal dolgozott együtt Svédországban.
Fiatalkorában baloldali politikai aktivista, a vietnámi háború, a dél-afrikai apartheid és a portugálok mozambiki gyarmatosítási erőfeszítéseinek erős ellenzője volt. 1970-ben Norvégiába költözött, ahol egy norvég nővel élt együtt, aki a Norvég Maoista Kommunista Munkáspárt tagja volt. Mankell maga is részt vett a párt tevékenységében, de sosem csatlakozott a párthoz.
Felesége Eva Bergman, Ingmar Bergman lánya.

## Munkássága
Miután Zambiában és más afrikai országokban is élt, Mankellt meghívták a Teatro Avenida színhába Mozambik fővárosában, Maputóba. Érkezés után legalább fél évet töltött Maputoban a színházzal és írással foglalkozva. 1985-ben megalapította az Avenida Színházat Maputoban, napjainkban saját kiadóját működteti (Leopard Förlag) fiatal afrikai és svéd tehetségek támogatására. 2007-ben 15 millió svéd koronával (1,6 millió euró) támogatta az SOS Gyermekfalut Mozambikban.
2008. június 12-én tiszteletbeli doktorátust kapott a skóciai St. Andrews egyetemtől.
Mankell rész vett a Tetthely című német krimisorozat két epizódjának forgatásában, melyekre a Klaus Borowskit alakító Axel Milberg színész kérte fel. Az epizódokat 2010-ben mutatják be Németországban.
2010-ben Mankell forgatókönyvet írt a Svéd Televízió számára apósa, Ingmar Bergman életéről. A négy egyórás epizódból álló sorozat forgatását 2011-re tervezték.

## Könyvei
| Megjelenés éve | Megjelenés éve | Eredeti cím                       | Magyar cím                        | Wallander-sorozat | A magyar kiadás ISBN száma |
| Svédország     | Magyarország   | Eredeti cím                       | Magyar cím                        | Wallander-sorozat | A magyar kiadás ISBN száma |
| -------------- | -------------- | --------------------------------- | --------------------------------- | ----------------- | -------------------------- |
| 1973           |                | Bergsprängaren                    |                                   |                   |                            |
| 1974           |                | Sandmåleren                       |                                   |                   |                            |
| 1977           |                | Vettvillingen                     |                                   |                   |                            |
| 1979           |                | Fångvårdskolonin som försvann     |                                   |                   |                            |
| 1980           |                | Dödsbrickan                       |                                   |                   |                            |
| 1981           |                | En seglares död                   |                                   |                   |                            |
| 1982           |                | Daisy Sisters                     |                                   |                   |                            |
| 1983           |                | Apelsinträdet                     |                                   |                   |                            |
| 1983           |                | Älskade syster                    |                                   |                   |                            |
| 1984           |                | Sagan om Isidor                   |                                   |                   |                            |
| 1990           |                | Leopardens öga                    |                                   |                   |                            |
| 1990           |                | Hunden som sprang mot en stjärna  |                                   |                   |                            |
| 1991           |                | Skuggorna växer i skymningen      |                                   |                   |                            |
| 1991           | 2002           | Mördare utan ansikte              | A gyilkosnak nincs arca           | 1. kötet          | ISBN 963 5476 40X          |
| 1992           |                | Katten som älskade regn           |                                   |                   |                            |
| 1992           | 2012           | Hundarna i Riga                   | Riga kutyái                       | 2. kötet          |                            |
| 1993           | 2004           | Den vita lejoninnan               | A fehér nőstény oroszlán          | 3. kötet          | ISBN 963 9519 421          |
| 1994           | 2004           | Mannen som log                    | A férfi, aki mosolygott           | 4. kötet          | ISBN 963 9519 43X          |
| 1995           |                | Comédia infantil                  |                                   |                   |                            |
| 1995           |                | Eldens hemlighet                  |                                   |                   |                            |
| 1995           | 2005           | Villospår                         | Hamis nyomon                      | 5. kötet          | ISBN 963 7304 41X          |
| 1996           |                | Pojken som sov med snö i sin säng |                                   |                   |                            |
| 1996           | 2006           | Den femte kvinnan                 | Az ötödik asszony                 | 6. kötet          | ISBN 963 7304 797          |
| 1997           | 2007           | Steget efter                      | Szent Iván-éji gyilkosság         | 7. kötet          | ISBN 978 963 9693 043      |
| 1998           |                | Brandvägg                         | Tűzfal                            | 8. kötet          | ISBN 978 963 9889 330      |
| 1998           |                | Berättelse på tidens strand       |                                   |                   |                            |
| 1998           |                | Resan till världens ände          |                                   |                   |                            |
| 1999           | 2010           | Pyramiden                         | A piramis – Wallander első esetei | 9. kötet          | ISBN 978 963 9889 859      |
| 1999           |                | I sand och i lera                 |                                   |                   |                            |
| 2000           |                | Labyrinten                        |                                   |                   |                            |
| 2000           |                | Danslärarens återkomst            |                                   |                   |                            |
| 2000           |                | Vindens son                       |                                   |                   |                            |
| 2001           |                | Tea-Bag                           |                                   |                   |                            |
| 2002           |                | Innan frosten                     |                                   | 1. Linda-kötet    |                            |
| 2003           |                | Jag dör, men minnet lever         |                                   |                   |                            |
| 2004           |                | Djup                              |                                   |                   |                            |
| 2005           | 2010           | Kennedys hjärna                   | Kennedy agya                      |                   | ISBN 978 963 9889 767      |
| 2006           |                | Italienska skor                   |                                   |                   |                            |
| 2008           | 2011           | Kinesen                           | A pekingi férfi                   |                   | ISBN 978 615 5113 024      |
| 2009           |                | Den orolige mannen                |                                   | 10. kötet         |                            |

## Gyermekkönyvek
- A csillagkutya (2001)
- Alkonyatkor nőnek az árnyak (2003)
- A fiú, aki hóban aludt (2004)
- Utazás a világ végére (2005)

## Magyarul
- A csillagkutya; ford. Tótfalusi István; Móra, Bp., 2001 (Az én könyvtáram)
- A gyilkosnak nincs arca; ford. Tótfalusi István; Magyar Könyvklub, Bp., 2002
  - (Arctalan gyilkosok címen is)
- Alkonyatkor nőnek az árnyak. Joel Gustafson története folytatódik; ford. Tótfalusi István; Móra, Bp., 2003 (Az én könyvtáram)
- A férfi, aki mosolygott; ford. Károlyi Zsuzsa; Mérték, Bp., 2004
- A fehér nőstény oroszlán; ford. Deréky Géza; Mérték, Bp., 2004
- A fiú, aki hóban aludt. Joel Gustafson története folytatódik; ford. Tótfalusi István; Móra, Bp., 2004 (Az én könyvtáram)
- Hamis nyomon. Bűnügyi regény; ford. Károlyi Zsuzsa; Mérték, Bp., 2005
- Utazás a világ végére. Joel Gustafson története folytatódik; ford. Tótfalusi István; Móra, Bp., 2005 (Az én könyvtáram)
- Az ötödik asszony; ford. Károlyi Zsuzsa; Mérték, Bp., 2006
- Szent Iván-éji gyilkosság; ford. Károlyi Zsuzsa; Mérték, Bp., 2007
- Tűzfal. Kurt Wallander újabb rejtélye; ford. Farkas Tünde; Mérték, Bp., 2009
- A piramis. Wallander első esetei; ford. Farkas Tünde; Mérték, Bp., 2010
- Kennedy agya; ford. Molnár Erika; Mérték, Bp., 2010
- A pekingi férfi; ford. Farkas Tünde; Mérték, Bp., 2011
- Riga kutyái; ford. Farkas Tünde; Mérték, Bp., 2012
- Piramis; ford. Moldova Júlia; Reader's Digest, Bp., 2013 (Reader's Digest válogatott könyvek)
- Arctalan gyilkosok; ford. Tótfalusi István; Ulpius Baráti Kör–Művelt Nép, Bp., 2018
  - (A gyilkosnak nincs arca címen is)

## Televíziós adaptációk
- Wallander (2005, 2009) Yellow Bird (svéd nyelven)[9]
- Wallander (2008) BBC (UK) (angol nyelven)[9]

## Elismerései
- 1991 – Legjobb svéd krimi regény díja – Faceless Killers[10]
- 1991 – Nils Holgersson-díj – A Csillagkutya (A Bridge to the Stars)[11]
- 1992 – The Glass Key Award (Legjobb északi krimi regény) – Faceless Killers[12]
- 1993 – Deutscher Jugendliteraturpreis – A Csillagkutya (A Bridge to the Stars)[13]
- 1995 – Legjobb svéd krimi regény díja – Sidetracked[10]
- 2001 – Az év legjobb krimi regénye – Sidetracked[14]
- 2005 – Gumshoe Award-díj (Legjobb európai krimi regény) – The Return of the Dancing Master[15]